# بارا د گوابیرابا
بارا د گوابیرابا (به پرتغالی: Barra de Guabiraba) یک منطقهٔ مسکونی در برزیل است که در پرنامبوکو واقع شده‌است. بارا د گوابیرابا ۱۱۴٫۲۲ کیلومتر مربع مساحت دارد ۴۸۲ متر بالاتر از سطح دریا واقع شده‌است.